# Park Narodowy Great Sand Dunes

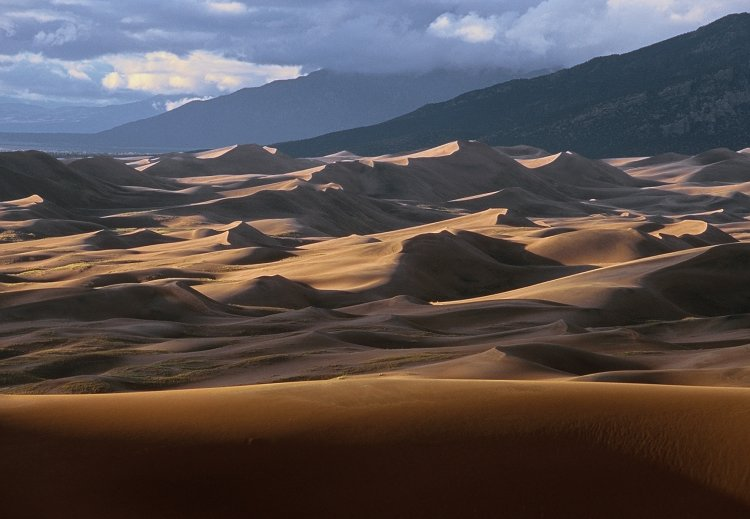
Piaszczyste wydmy w Parku Narodowym Great Sand Dunes

Park Narodowy Great Sand Dunes (ang. Great Sand Dunes National Park and Preserve) – park narodowy położony w południowej części stanu Kolorado w Stanach Zjednoczonych. Park został utworzony w 2004 roku na powierzchni 343 km². Na jego terenie znajdują się najwyższe wydmy w Ameryce Północnej.

## Fauna
Na terenie parku występują m.in.: bizon amerykański, baribal, puma, antylopa widłoroga, rosomak, świstak, bielik amerykański, orzeł przedni, sokół wędrowny.

## Turystyka
Infrastruktura turystyczna w parku jest stosunkowo dobrze rozwinięta. W jej skład wchodzi jeden kemping oraz jedno pole namiotowe. Na terenie parku można uprawiać turystykę pieszą, narciarstwo, jazdę konną.